# Sinfonía n.º 99 (Haydn)

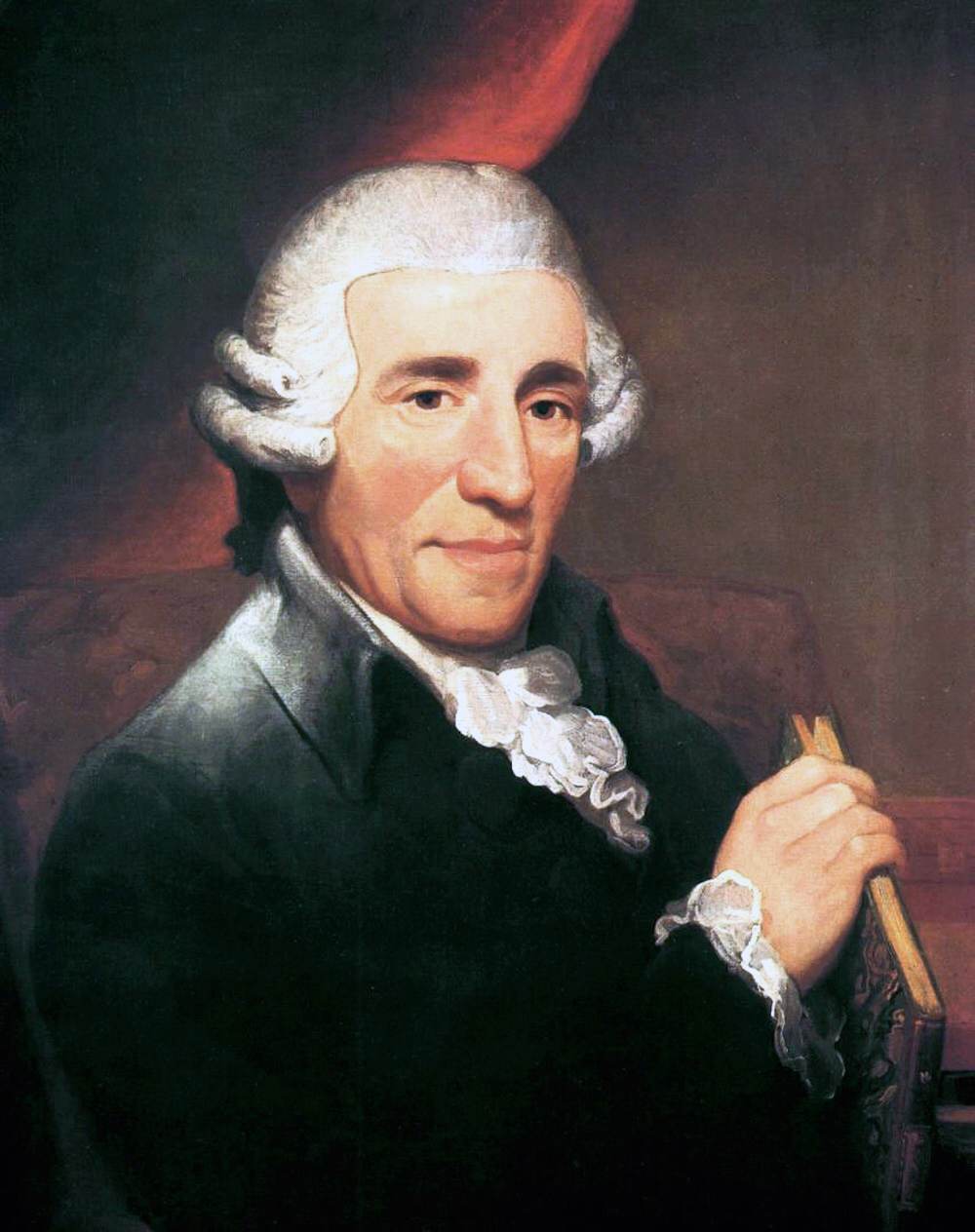
Haydn en 1791.

La Sinfonía n.º 99 en mi bemol mayor, Hob. I:99 fue compuesta por Joseph Haydn en 1793. Es la séptima de las denominadas Sinfonías de Londres (n.º 93 - 104).

## Historia

### Composición
La producción sinfónica del maestro austríaco puede dividirse a grandes rasgos en tres bloques temporales: el primer bloque (1757-1761) se corresponde con su periodo al servicio del conde Carl von Morzin (n.º 1 - n.º 5); el segundo bloque en la corte Esterházy (1761-1790 pero con la última sinfonía para el público de Esterházy en 1781); y el tercer bloque (1782-1795) comprende las Sinfonías de París (n.º 82 - n.º 87) y las Sinfonías de Londres (n.º 93 - n.º 104). El 1 de mayo de 1761 el compositor firmó su contrato como vice-kapellmeister (más tarde kapellmeister) de la familia Esterházy, que nominalmente duró 48 años, hasta su muerte.
La composición de esta pieza se desarrolló en 1793 en Viena. Se conserva la partitura manuscrita autógrafa. Haydn había sido compositor de la corte del príncipe Nicolás Esterházy durante 28 años cuando éste murió en 1790. El sucesor de Nicolás, su hijo Antón, no era un gran aficionado a la música y desmanteló en gran medida el entramado musical de la familia. El compositor se trasladó a Viena y no tardó en recibir numerosas ofertas de empleo. La más interesante procedía del violinista y empresario Johann Peter Salomon, que le ofreció una considerable suma de dinero para que fuera a Inglaterra a presentar varias obras nuevas en una serie de conciertos. El 1 de enero de 1791 Haydn llegó a Inglaterra, en lo que fue su primer viaje fuera de Austria, y en marzo comenzó la primera de las tres exitosas temporadas de conciertos de Salomon.
Tras su glorioso primer viaje a Inglaterra, Haydn se enfadó y se desanimó en Viena, donde el príncipe Antón había trasladado la corte. Aunque seguía siendo el kapellmeister oficial de Esterházy y con sueldo completo, no tenía obligaciones. La prensa no se hizo eco de su regreso ni de su gran éxito en el extranjero. Su querido Mozart había muerto y su esposa se comportaba de manera más enfermiza que nunca, al estilo de Jantipa. Además había pasado un desagradable año con el joven y descarado Beethoven, que había venido de Bonn para estudiar con él. Beethoven le dejó claro que Mozart habría sido su primera opción si aún viviera. Por eso, cuando Johann Peter Salomon invitó a Haydn a volver a Inglaterra para dos temporadas más de conciertos, estaba preparado. Consiguió el permiso del príncipe Antón (que le mantenía en nómina como trofeo) y partió de Viena el 19 de enero de 1794, acompañado por su copista y devoto factótum, Joseph Elssler. Ya había completado la n.º 99, así como algunas partes de las n.º 100 y 101. Llegó a Inglaterra en febrero de 1794 y durante los meses siguientes ofreció una nueva temporada de doce conciertos en Hanover Square Concert Rooms, donde una orquesta experta ahora incluía clarinetes. La n.º 99 es la primera dentro de la segunda serie de seis sinfonías "londinenses" (n.º 99 - 104) escritas por Haydn para su segunda visita a Inglaterra.

### Estreno y publicación

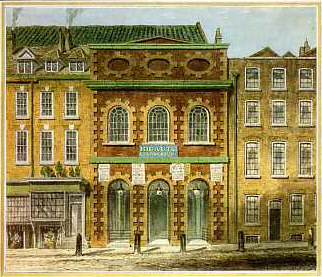
King's Theatre de Londres, lugar del estreno.

El estreno se celebró posiblemente el 19 de febrero de 1794 en el King's Theatre de Londres bajo la dirección del propio compositor.
La primera edición fue llevada a cabo en 1801 por el editor Simrock de Bonn.

## Instrumentación
La partitura está escrita para una orquesta formada por:
- Viento madera: 2 flautas, 2 oboes, 2 clarinetes y 2 fagotes.
- Viento metal: 2 trompas y 2 trompetas.
- Percusión: timbales.
- Cuerda: una sección de cuerdas con 2 violines, viola, violonchelo y contrabajo.

Se trata de la primera sinfonía de Haydn en la que las fuerzas habituales en la orquestación se ven aumentadas por un par de clarinetes, que sin duda contribuyen al suave color tonal general de toda la obra. En cuanto a la participación del clavecín como bajo continuo en las sinfonías de Haydn existen diversas opiniones entre los estudiosos: James Webster se sitúa en contra; Hartmut Haenchen a favor; Jamie James en su artículo para The New York Times presenta diferentes posiciones por parte de Roy Goodman, Christopher Hogwood, H. C. Robbins Landon y James Webster. A partir de 2019 la mayor parte de las orquestas con instrumentos modernos no utiliza el clavecín como continuo. No obstante, existen grabaciones con clavecín en el bajo continuo realizadas por: Trevor Pinnock (Sturm und Drang Symphonies, Archiv, 1989-1990); Nikolaus Harnoncourt (n.º 6–8, Das Alte Werk, 1990); Sigiswald Kuijken (incluidas las Sinfonías de París y Londres; Virgin, 1988-1995); Roy Goodman (Ej. n.º 1-25, 70-78, 82-87; Hyperion, 2002).
Numerosas fuentes muestran que Haydn dirigió sus sinfonías en los conciertos de Londres inicialmente desde el clavecín y a partir de 1792 desde el pianoforte, como era la práctica interpretativa de la época. Esto indica el uso de un instrumento de teclado (es decir, clavecín o pianoforte) como continuo en las Sinfonías de Londres. Incluso James Webster, uno de los principales detractores del uso del clavecín como continuo, excluye las sinfonías londinenses de su idea de que Haydn no empleó clavecín u otro instrumento de teclado para tocar el continuo. "Y, por supuesto, el argumento se refiere exclusivamente a las sinfonías anteriores a Londres y a las interpretaciones fuera de Inglaterra".

## Estructura y análisis
La sinfonía consta de cuatro movimientos:
- I. Adagio – Vivace assai, en mi bemol mayor 4
4
- II. Adagio, en sol mayor 3
4
- III. Menuet. Allegretto, en mi bemol mayor – Trío, en do mayor 3
4
- IV. Finale. Presto, en mi bemol mayor 2
4

La interpretación de esta obra dura aproximadamente entre 25 y 30 minutos. La n.º 99 sigue siendo una de las composiciones más originales de Haydn, aunque no sea la que más se interpreta de las Sinfonías de Londres. 

### I.Adagio–Vivace assai
El primer movimiento, Adagio – Vivace assai, está escrito en la tonalidad de mi bemol mayor, en compás de 4/4 y sigue la forma sonata. Se abre con una de las típicas introducciones lentas de Haydn, marcada Adagio, que da paso al cuerpo principal del movimiento, marcado Vivace assai. En la introducción, tras la típica apertura de tónica a dominante, se suceden dos tonalidades en modo menor (mi menor y do menor) antes de detenerse en un calderón sobre un acorde de sol mayor, la dominante de do menor. Los vientos tocan entonces un único y suave acorde de séptima de dominante de mi bemol mayor que se resuelve de inmediato en el tema inicial del cuerpo principal del movimiento. En el Vivace assai el tema principal aparece sólo en las cuerdas y se repite con toda la orquesta para conducir a la transición, que, como en muchas obras tardías del maestro austríaco, es significativamente más larga que el segmento del primer tema. Cuando llega la dominante, volvemos a escuchar el primer tema, pero en si bemol mayor, lo que sugiere que es un movimiento monotemático. No obstante, un verdadero tema secundario aparece mucho más tarde. La sección de desarrollo revuelve los compases iniciales del tema principal, a veces en inversión y combinado con otros elementos. Tras una transición significativamente acortada, en la recapitulación vuelve a sonar todo el material de la exposición en la tónica con la orquesta al completo.

### II.Adagio
El segundo movimiento, Adagio, está en sol mayor y en compás de 3/4. Es muy probable que este melancólico Adagio fuera la reacción musical de Haydn a la muerte de su gran amiga Marianne von Genzinger acaecida en enero de 1793. Está concebido en principio como un diálogo entre la cuerda y el viento. A partir de un motivo inicial en eco, Haydn expande el papel coral del viento a pasajes solistas más destacados, lo cual suponía para la época una impactante innovación a la hora de componer para vientos en música sinfónica. Incluye, de manera inusual, trompetas, que solían permanecer en tacet durante los movimientos lentos. Contiene una sección de desarrollo inusualmente larga para un movimiento lento en forma sonata, presenta una fascinante reorquestación durante la recapitulación del segundo tema.

### III.Menuet. Allegretto– Trío
El tercer movimiento, Menuet. Allegro – Trio, está en mi bemol mayor que en el trío pasa a do mayor y en compás de 3/4. En el minueto la primera sección modula a la dominante. Esta armonía continúa cuando la segunda sección se abre con un motivo ascendente que contrarresta la figura descendente de la primera sección, un ejemplo perfecto de la predilección de Haydn por el equilibrio melódico de largo alcance. Un retorno del material inicial redondea el minueto y nos devuelve a la tónica. El trío, en la llamativa tonalidad de do mayor, se compone de melodías con un rango mucho más estrecho que las del minueto.

### IV.Finale.Vivace
El cuarto y último movimiento, Finale. Vivace, retoma la tonalidad inicial, el compás de 2/4. El Finale es un ejemplo perfecto de la forma sonata rondó que empleaba con frecuencia Haydn en sus últimas obras sinfónicas. El pulso implacable se detiene durante un momento conmovedor a mitad del movimiento, que incorpora una referencia armónica a un pasaje similar de la introducción del movimiento inicial. Tras recuperar su impulso el rondó llega a una poderosa conclusión.